# Ennstaler Alpen
Die Ennstaler Alpen sind eine Gebirgsgruppe der Nördlichen Ostalpen in der Steiermark, ein kleiner Teil im Nordwesten befindet sich auch in Oberösterreich. Die Landschaft umfasst in ihrem zentralen Teil kleinere Bergketten der Nördlichen Kalkalpen mit Hochgebirgscharakter aus triassischen Kalken, die das Gesäuse, ein Durchbruchstal der Enns, und das Admonter Becken umsäumen. Große Teile bilden dabei den Nationalpark Gesäuse. Hier findet sich mit dem Hochtor (2369 m) auch die höchste Erhebung der Gruppe. Der südliche Teil der Ennstaler Alpen wird auch als Eisenerzer Alpen bezeichnet und zählt geologisch überwiegend zur Grauwackenzone. Er zeichnet sich durch ein vielfältiges landschaftliches Erscheinungsbild, mit einem mehrfachen Wechsel von Massiven aus Kalkstein und Silikatgestein sowie von Bergketten und Plateaustöcken aus. Am Erzberg besteht der größte Eisenerz-Tagbau Mitteleuropas. Der Nordteil der Ennstaler Alpen im Raum St. Gallen weist Mittelgebirgscharakter auf und ist vergleichsweise touristisch unbedeutend.

## Benachbarte Gebirgsgruppen
Die Ennstaler Alpen grenzen an die folgenden anderen Untergruppen der Alpen:
- Oberösterreichische Voralpen (im Norden)
- Ybbstaler Alpen (im Nordosten)
- Hochschwab (im Osten)
- Lavanttaler Alpen (im Südosten)
- Seckauer Tauern (im Süden)
- Rottenmanner und Wölzer Tauern (im Südwesten)
- Totes Gebirge (im Westen)

## Topografie

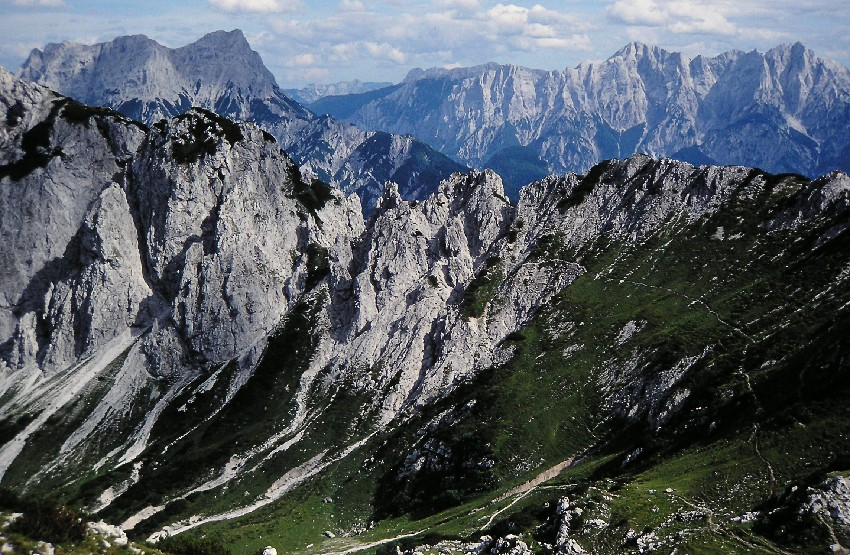
Blick über den Grat der Admonter Warte (Haller Mauern) auf die Gesäuseberge

Die Ennstaler Alpen werden begrenzt von:
- der Linie Liezen–Pyhrnpass–Windischgarsten im Westen
- dem Hengstpass und dem Laussabach im Norden
- Enns (von Altenmarkt bei Sankt Gallen bis Hieflau), Erzbach und Vordernbergerbach im Osten
- Mur (von Leoben bis St. Michael in Obersteiermark), Liesing und Palten im Süden

Die Ennstaler Alpen umfassen damit eine Gesamtfläche von 1188 km².
Folgende Gebirgsgruppen sind Teil der Ennstaler Alpen:
- Haller Mauern (Höchster Gipfel: Großer Pyhrgas, 2244 m)
- Gesäuseberge mit Buchsteingruppe (2224 m), Reichensteingruppe (2251 m) und Hochtorgruppe (Hochtor, 2369 m) sowie dem Lugauer (2217 m)
- Eisenerzer Alpen (Eisenerzer Reichenstein 2165 m) mit den vorgelagerten Bergstöcken von Reiting (mit dem Gößeck als Hauptgipfel, 2214 m) im Süden sowie dem Kaiserschild (2105 m) im Norden

Der Gebirgszug wird im nördlichen Teil von der Enns durchbrochen. Dieser Talabschnitt trägt die Bezeichnung „Gesäuse“. Das Tal wird hier von den einzigen Straßen- und Bahnlinien, die durch die Ennstaler Alpen führen, begleitet.
Die Besiedlung beschränkt sich nicht nur auf das Gesäuse mit den Hauptorten Admont, Hieflau und Großreifling; auch einige Gebirgstäler sind besiedelt (Radmer, Johnsbach, St. Gallen). In den begrenzenden Tälern liegen die Städte Leoben und Liezen sowie Eisenerz.

### Liste von Gipfeln nach Schartenhöhe
| Nr. | Gipfel                  | Höhe (m) | Schartenhöhe (m) |
| --- | ----------------------- | -------- | ---------------- |
| 1.  | Hochtor                 | 2369     | 1520             |
| 2.  | Großer Buchstein        | 2224     | 1363             |
| 3.  | Großer Pyhrgas          | 2244     | 1290             |
| 4.  | Gößeck                  | 2214     | 832              |
| 5.  | Admonter Reichenstein   | 2251     | 812              |
| 6.  | Hochkogel               | 2105     | 800              |
| 7.  | Bosruck                 | 1992     | 684              |
| 8.  | Lugauer                 | 2217     | 661              |
| 9.  | Eisenerzer Reichenstein | 2165     | 660              |
| 10. | Dürrenschöberl          | 1737     | 643              |
| 11. | Tamischbachturm         | 2035     | 590              |
| 12. | Zeiritzkampel           | 2125     | 564              |
| 13. | Pleschberg              | 1720     | 537              |
| 14. | Hochzinödl              | 2191     | 492              |
| 15. | Großes Maiereck         | 1764     | 492              |
| 16. | Sittlingerkogel         | 1110     | 439              |
| 17. | Stadelstein             | 2070     | 418              |
| 18. | Hocheck                 | 1072     | 398              |

## Geologie und Entstehung
Die Ennstaler Alpen bestehen aus zwei sehr unterschiedlich aufgebauten Abschnitten: Der nördliche Teil (Haller Mauern und Gesäuseberge) ist Teil der nördlichen Kalkalpen und daher vorwiegend aus Kalk aufgebaut. Die Eisenerzer Alpen gehören größtenteils zur Grauwackenzone, die hier ihre größte Breite aufweist. Dementsprechend finden sich hier auch zahlreiche Eisenerzvorkommen (bei Eisenerz und Radmer).

## Teilmassive und Wanderwege

### Eisenerzer Alpen
Die Eisenerzer Alpen mit ihrem Hauptgipfel, dem Eisenerzer Reichenstein (2165 m), bilden den südlichen Teil der Ennstaler Alpen. Ihr Hauptkamm verläuft West-Ost, aber die vorgelagerten Massive des Kaiserschilds (2085 m) und des Gößeck (2215 m), Hauptgipfel des Reiting, geben ihm einen rhombischen Grundriss.

### Gesäuseberge
Das Gesäuse mit seinem Hauptgipfel Hochtor bildet den nordöstlichen Teil der Ennstaler Alpen.

### Haller Mauern

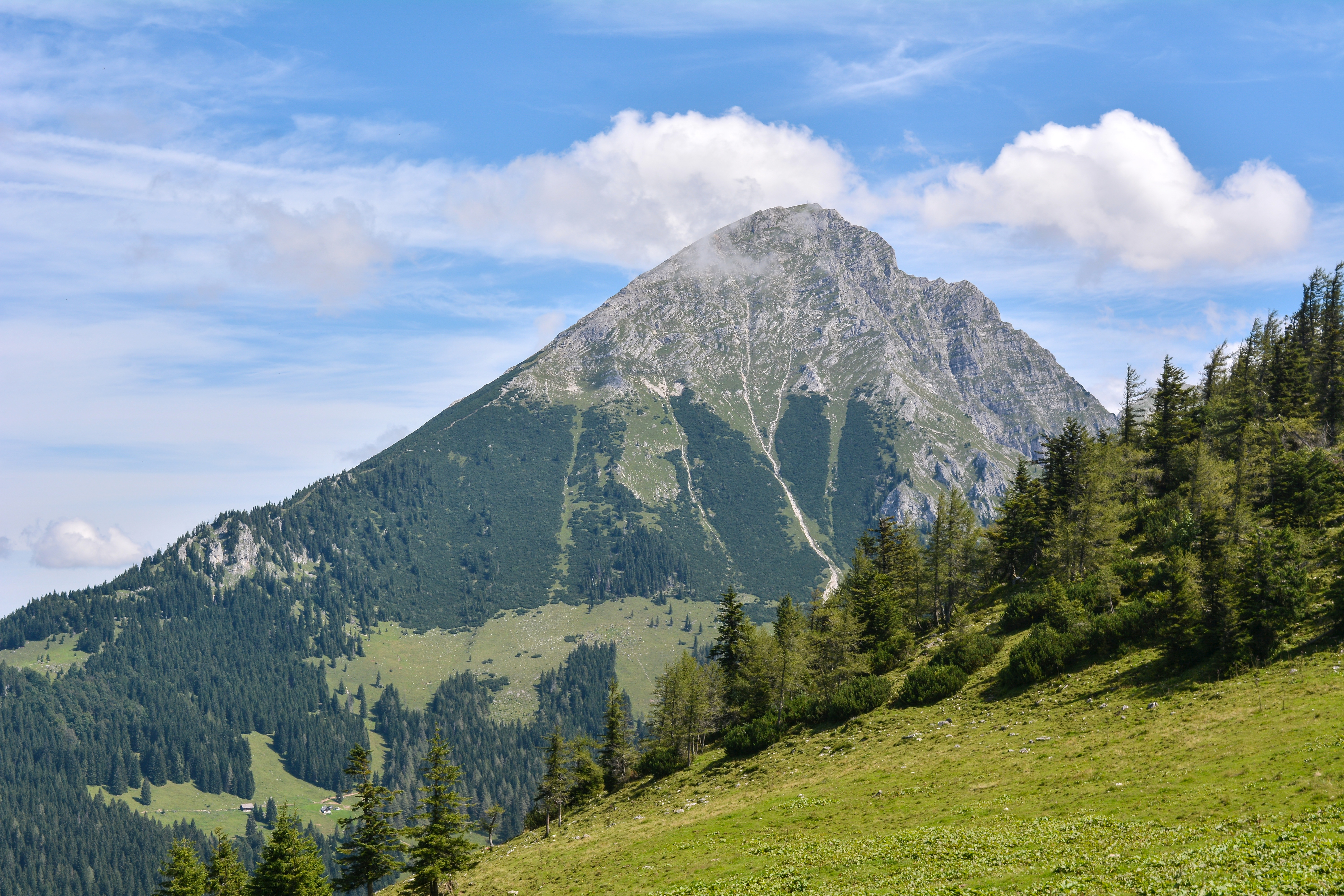
Der Große Pyhrgas von SW

Die Haller Mauern mit ihrem Hauptgipfel, dem Großen Pyhrgas bilden den nordwestlichen Teil der Ennstaler Alpen.

### Fern-/Weitwanderwege
Drei der zehn Österreichischen Weitwanderwege führen durch die Ennstaler Alpen. Dies sind
- der Nordalpenweg 01,
- der Nord-Süd-Weitwanderweg 05 sowie
- der Eisenwurzenweg 08

Die Via Alpina, ein grenzüberschreitender Weitwanderweg mit fünf Teilwegen durch die ganzen Alpen, durchquert ebenfalls die Ennstaler Alpen. Der Violette Weg der Via Alpina verläuft mit zwei Etappen durch die Ennstaler Alpen wie folgt:
- Etappe A24 von Trieben nach Admont über die Kaiserau
- Etappe A25 von Admont nach Spital am Pyhrn über das Rohrauerhaus